# STS-97
STS-97 foi uma missão da NASA realizada pelo ônibus espacial Endeavour, lançado em 30 de Novembro de 2000.

## Tripulação
| Posição                  | Astronauta         |
| ------------------------ | ------------------ |
| Comandante               | Brent Jett         |
| Piloto                   | Michael Bloomfield |
| Especialista de missão 1 | Joseph Tanner      |
| Especialista de missão 2 | Carlos Noriega     |
| Especialista de missão 3 | Marc Garneau       |